# Yuichi Kadota
Yuichi Kadota ( 1949) es un botánico japonés; que trabaja académicamente en el "Departamento de Botánica" de la "Japan National Science"; especializándose en la familia Ranunculaceae, y en plantas medicinales.

## Algunas publicaciones

### Libros
- 1987. A revision of Aconitum subgenus Aconitum (Ranunculaceae) of East Asia. Ed. Sanwa Shoyaku Co. 249 pp.

## Obra
- Komiya, S. & Kiyoshi Shimizu. 1978. Insectivorous Plants. Cultivation and Observation / Experiment. Ed. New-Science-Sha.

90 pp.
- La abreviatura «Kadota» se emplea para indicar a Yuichi Kadota como autoridad en la descripción y clasificación científica de los vegetales.[2]